# Sneg
Sneg je padavina v trdem stanju, ki nastaja v oblakih - nastaja z depozicijo vodne pare; ko je zrak zasičen z vodno paro pod 0 °C temperature. Tedaj vodna para resublimira (takoj preide v trdo stanje). Če je resublimacija postopna, ledeni kristali dobivajo več ali manj pravilno obliko, se pri padanju spajajo in tako nastanejo snežinke.

## Ledeni kristali
Ledeni kristali, ki rastejo samo na račun vodne pare, imajo značilne oblike, odvisne od temperature okolice. Pri padanju skozi toplejše plasti postaneta zgradba in oblika bolj zapleteni, podobno velja za dviganje v vzgorniku skozi oblak. V tabeli so podane značilne oblike kristalov:
| Temperatura      | Osnovna oblika | Tip ledenega kristala                                                                                         |
| ---------------- | -------------- | --- |
| 0 °C do -4 °C    | ploščica       | tenki šestkotniki                                                                                             |
| -4 °C do -10 °C  | prizma         | igla (-4 °C do -6 °C), cevka (-5 °C do -10 °C)                                                                |
| -10 °C do -22 °C | ploščica       | večdelna ploščica (-4 °C do -6 °C), razvejen kristal (-12 °C do -16 °C), večdelna ploščica (-16 °C do -22 °C) |
| -22 °C do -50 °C | prizma         | cevka |

Ledeni kristali rastejo tudi na osnovi različnih hitrosti padanja. Večji kristali so težji in padajo hitreje in pod sabo pobirajo manjše, počasneje padajoče ledene kristale.

## Snežinke
Masa ledenih kristalov se z rastjo povečuje in kristali začnejo padati. Med padanjem lahko trčijo v druge ledene kristale ali v oblačne kapljice. Pri trkih majhni delci kristala odletijo in začnejo rasti. Število ledenih kristalov hitro narašča, kot pri verižni reakciji. Pri padanju se ledeni kristali med seboj tudi sprimejo in nastanejo snežinke.
Snežinke so v obliki različnih kristalnih zvezdic, ki pa so tudi pomešane z navadnimi ledenimi kristali. Pri temperaturi zraka, ki je višja od -10 °C, se ti kristali navadno spajajo v obliki kosmov. Njihova velikost je različna, vendar imajo redkokdaj večji premer kakor od 3 do 4 cm. Na velikost snežink vpliva predvsem temperatura zraka. Čim nižja je temperatura, tem manjše so snežinke. Velike snežinke ali kosmi pa nastajajo, če vodna para kondenzira pri temperaturi, ki ni znatno pod 0 °C.

## Snežne padavine
Snežne padavine so mogoče pri temperaturi zraka od -40 °C do +10 °C. V zmernih geografskih širinah najpogosteje sneži pri temperaturi od -4 °C do +2 °C. Take temperature so v prizemnih plasteh zraka, ne pa v oblakih, v katerih se padavine oblikujejo.
Padavine v zmernih geografskih širinah imajo skoraj vedno najprej obliko snega, tudi poleti. Če je plast zraka med oblakom in tlemi dovolj topla, se snežinke stajajo in pri tleh dežuje.
- Sneg pozimi leta 1978 v Zahodnem Yorkshiru (sever Anglije)
- Univerzitetna knjižnica v Gradcu, Avstrija
- S snegom pokrita drevesa v Afganistanu
- Videoposnetek sneženja v mestni soseski
- Zasnežena vejica

## Vrste snega
Agencija Republike Slovenije za okolje loči naslednje vrste snega:

### Suh
- rahel, suh sneg
- tanka rahla plast suhega snega na lomljivi skorji
- tanka rahla plast suhega snega na skorji, ki nosi človeka
- lomljiva skorja
- skorja, ki nosi človeka
- trd, suh sneg, strjen v globino

### Moker
- moker, mehak sneg
- tanka plast mehkega, mokrega snega na lomljivi skorji
- tanka plast mehkega, mokrega snega na lomljivi skorji, ki drži človeka
- moker sneg, strjen v globino

## Snežene nevarnosti
Občasno je višina novega snega tako velika, da ohromi promet, da sneg lomi drevje in trga električne vode (snegolom). Zima 1951/52 je bila zelo snežena, že konec januarja je bilo v Ljubljani 80 cm snega. Med 13. in 15.februarjem 1952 je po nižinah Slovenije zapadlo največ snega od začetkov merjenj, ki so se začela sredi 19.stoletja. Snežilo je nepretrgoma več dni skupaj in na koncu je bilo v Ljubljani 146 cm snega, v Ratečah 240 cm in v Bovcu 188 cm. Prenehali so voziti vlaki, cestni promet je bil popolnoma ohromljen, dolina reke Soče je bila cele tedne odrezana od drugih krajev. Uvedena je bila splošna mobilizacija.
V gorah vsako zimo pade več snega kot v nižinah, saj je v gorah hladneje, pogosto tudi vetrovno, zato nastajajo snežni viharji. Če so v snežni odeji plasti le rahlo povezane, potem se ob motnji zgornja plast odtrga in zdrkne po pobočju navzdol. Snežni plaz uničuje vse pred seboj, lahko polomi drevje, poruši hiše, zasuje ceste in seveda ogroža človeška življenja. Med sneženjem pogosto piha veter in prenaša sneg. Tam kjer je veter močan, sneg odnaša, v zavetrju pa ga odlaga. Tako nastajajo zameti snega. Zbiti skorji napihanega snega rečemo kloža, zametom, ki se kot balkoni pojavijo na grebenih, pa opasti. Klože so pogosto slabo povezane s podlago in so zato na strmejših pobočjih še posebno nevarne za plazove.
Sneg odbija približno 90% ultravijolične svetlobe, kar lahko povzroči zelo bolečo snežno slepoto, zlasti v polarnih območjih in v gorah. Na vsakih 300 m nadmorske višine se jakost UV žarkov poveča za 4%.
- Snežni vihar
- Plaz

## Snežni rekordi
- Največ zapadlega snega v zimski sezoni, 2896 cm v zimi 1998/99, smučišče na Mt. Baker, Washington), ZDA.[4]
- Največ zapadlega snega v povprečju na zimsko sezono, 1764 cm, merjeno v obdobju 1981-2010, Sukayu Onsen, Japonska. [5]
- Največja višina snežne odeje, 1182 cm, Mt. Ibuki, Japonska na nadmorski višini 1200 m, 14. februar 1927.[6]

### V Sloveniji
- Največja višina snežne odeje, 700 cm, Kredarica, 22. april, 2001.
- Največ novozapadlega snega v 24-ih urah, 125 cm, Dom na Komni, 29. marec, 1951 in 4. marec, 1970.
- Največ novozapadlega snega v 24-ih urah v krajih pod 500 m nadmorske višine, 105 cm, Soča, 4. marec, 1970
- Največ zapadlega snega v zimski sezoni, 1662 cm, Kredarica, 2000/01
- Najdaljše sezonsko trajanje snežne odeje, 290 dni, Kredarica, 1976/77 in 1984/85
- Najzgodnejše sneženje v krajih pod 500 m nadmorske višine, 11. september, 1972, Kotlje, Šmartno pri Slovenj Gradcu
- Najpoznejše sneženje v krajih pod 500 m nadmorske višine, 10. junij, 1974, Nomenj.[7]

## Snežni športi in zabava
Sneg običajno ne povzroča pretiranih težav. Prinaša veselje otrokom in zaslužek v turizmu, saj omogoča smučanje, sankanje, snowboarding, snowskating, in podobne dejavnosti. Sneg se lahko naredi tudi umetno s pomočjo snežnih topov, taka vrsta snega se imenuje kompaktni sneg in načeloma ni tako kvaliteten kot naravni.
Pri otrocih pa je vsekakor najbolj priljubljeno kepanje in postavljanje utrdb ali snežakov.
- Izdelovanje snežaka
- Snežak